# Tohle jsme my
Tohle jsme my (v anglickém originále This Is Us) je americký dramatický televizní seriál stanice NBC, jehož úvodní díl měl premiéru 20. září 2016. Seriál byl objednán 12. května 2016. Hlavní role hrají Milo Ventimiglia, Mandy Moore, Sterling K. Brown, Chrissy Metz, Justin Hartley, Susan Kelechi Watson, Chris Sullivan a Ron Cephas Jones.
Seriál získal úspěch u kritiků a od své premiéry získal nominace na Zlatý glóbus v kategorii nejlepší televizní seriál – drama, nominaci na Critics' Choice Television Award v kategorii nejlepší dramatický seriál. Americkým filmovým institutem byl vybrán do žebříčku deseti nejlepších televizních programů roku 2016. Mandy Moore a Chrissy Metz získaly nominaci na Zlatý glóbus v kategorii nejlepší ženský herecký výkon v seriálu – drama a Sterling K. Brown získal nominaci na Screen Actors Guild Award v kategorii nejlepší mužský herecký výkon v seriálu – drama. V roce 2017 seriál získal deset nominací na cenu Emmy, včetně té v kategorii nejlepší dramatický seriál. Sterling K. Brown získal cenu Emmy v kategorii nejlepší výkon herce v hlavní roli v dramatickém seriálu.
V lednu 2017 získal seriál druhou a třetí řadu s 36 díly, 18 dílů na každou sérii. Druhá řada měla premiéru dne 26. září 2017 a třetí dne 25. září 2018. Dne 12. května 2019 bylo stanicí NBC oznámeno, že seriál získá další tři řady, tedy čtvrtou, pátou a šestou. Čtvrtá řada měla premiéru dne 24. září 2019, pátá řada měla premiéru dne 27. října 2020 a šestá řada měla premiéru dne 4. ledna 2022

## Děj
Seriál sleduje dvojčata Kate a Kevina, společně s jejich adoptovaným bratrem Randallem. Kate a Kevin byli součástí těhotenství trojčat, ale jejich biologický bratr zemřel při porodu. Jejich rodiče byli však připraveni si domů odnést děti tři a tak adoptovali dalšího novorozence (Randalla), který se narodil ve stejný den a byl přinesený do nemocnice poté, co ho jeho biologický otec zanechal u hasičské stanice.
Díly vypráví příběhy z minulosti i přítomnosti. Flashbackové díly se odehrávají v Pittsburgu, ale díly ze současnosti v Los Angeles, New Jersey a New Yorku.

## Obsazení

### Hlavní postavy
| Milo Ventimiglia       | Jack Pearson (narozený 1944)                                                     |
| Mandy Moore            | Rebecca Pearson (narozená 1950)                                                  |
| Sterling K. Brown      | Randall Pearson (narozený 1980)                                                  |
| Chrissy Metz           | Kate Pearson (narozená 1980)                                                     |
| Justin Hartley         | Kevin Pearson (narozený 1980)                                                    |
| Susan Kelechi Watson   | Beth, manželka Randalla                                                          |
| Chris Sullivan         | Toby, přítel Kate                                                                |
| Ron Cephas Jones       | William Hill, biologický otec Randalla (hostující role 3. a 4. řada)             |
| Jon Huertas            | Miguel (vedlejší role – 1. řada)                                                 |
| Alexandra Breckenridge | Sophie (vedlejší role – 1. řada, hostující role 3. a 4. řada)                    |
| Eris Baker             | Tess Pearson (vedlejší role – 1. řada)                                           |
| Faithe Herman          | Annie Pearson (vedlejší role – 1. řada)                                          |
| Melanie Liburd         | Zoe Baker, Beth sestřenice a bývalá přítelkyně Kevina (hostující role – 2. řada) |
| Lyric Ross             | Deja, Randallova a Beth adoptivní dcera (vedlejší role – 3. řada)                |
| Griffin Dunne          | Nicholas Pearson, Jackův bratr(vedlejší role – 3. řada)                          |
| Asante Blackk          | Malik Hodges ( 3. řada)                                                          |

### Vedlejší postavy
| Gerald McRaney      | Dr. Nathan Katowsky ((1.–2. řada), hostující role – 4. řada) |
| Janet Montgomery    | Olivia Maine (1. řada)                                       |
| Ryan Michelle Bathe | Yvette (1. a 3. řada)                                        |
| Jill Johnson        | Laurie (1.–2. řada)                                          |
| Milana Vayntrub     | Sloane Sandburg (1. řada)                                    |
| Denis O'Hare        | Jessie (1. řada, hostující role – 3. řada)                   |
| Adam Bartley        | Duke (1. řada)                                               |
| Janet Montgomery    | Olivia Maine (1. řada)                                       |
| Jermel Nakia        | mladý William H. Hill (1.–2. řada)                           |
| Caitlin Thompson    | Madison (1.–3. řada, hostující role – 4. řada)               |
| Debra Jo Rupp       | Linda (2. řada)                                              |
| Joy Brunson         | Shauna (2. řada, hostující role – 3.–4. řada)                |
| Jennifer Morrison   | Cassidy Sharp (4. řada)                                      |

### Hostující postavy
| Alan Thicke       | sám sebe        |
| Brad Garrett      | Wes Manning     |
| Katey Segal       | Lanie Schulz    |
| Jami Gertz        | Marin Rosenthal |
| Seth Meyers       | sám sebe        |
| Jimmi Simpson     | Andy Fannan     |
| Elizabeth Perkins | Janet Malone    |
| Nick Wechsler     | Ryan Sharp      |
| Adelaide Kane     | Hailey Demon    |

## Vysílání
| Řada | Díly | Premiéra v USA | Premiéra v USA  | Premiéra v ČR   | Premiéra v ČR     |
| Řada | Díly | První díl      | Poslední díl    | První díl       | Poslední díl      |
| ---- | ---- | -------------- | --------------- | --------------- | ----------------- |
| 1    | 18   | 20. září 2016  | 14. března 2017 | 8. ledna 2019   | 21. května 2019   |
| 2    | 18   | 26. září 2017  | 13. března 2018 | 28. května 2019 | 24. září 2019     |
| 3    | 18   | 25. září 2018  | 2. dubna 2019   | 1. října 2019   | 4. února 2020     |
| 4    | 18   | 24. září 2019  | 24. března 2020 | 8. září 2020    | 19. ledna 2021    |
| 5    | 16   | 27. října 2020 | 25. května 2021 | 7. září 2021    | 28. prosince 2021 |
| 6    | 18   | 4. ledna 2022  | 24. května 2022 | 4. ledna 2023   | 3. května 2023    |

Seriál měl ve Spojených státech premiéru 20. září 2016 na stanici NBC. V Kanadě se seriál začal vysílat 21. září 2016 na stanici CTV a na Novém Zélandu 27. září 2016 na TVNZ 2. Ve Velké Británii se seriál vysílá od 6. prosince 2016 na stanici Channel 4. V Austrálii se začne seriál vysílat na stanici Channel Ten 8. února 2017.

## Recenze
První série získala většinou pozitivní reakce, kdy kritikové chválí výkony obsazení a děj seriálu. Na recenzní stránce Rotten Tomatoes získal ze 56 recenzí 89 % ze sta s průměrným ratingem 7,7/10. Na Metacritic seriál získal na základě 34 kritik 76 bodů ze 100. Na stránce Česko-Slovenské filmové databáze si seriál drží 85 procent.

## Ocenění
| Rok  | Ocenění                                     | Kategorie                                                               | Nominovaný                                                                     | Výsledek          |
| ---- | ------------------------------------------- | ----------------------------------------------------------------------- | ------------------------------------------------------------------------------ | ----------------- |
| 2016 | Cena amerického filmového institutu         | Televizní program roku                                                  | Tohle jsme my                                                                  | vítězství         |
| 2016 | Critics' Choice Television Awards           | Nejzajímavější nový seriál                                              | Tohle jsme my                                                                  | vítězství         |
| 2016 | Critics' Choice Television Awards           | Nejlepší dramatický seriál                                              | Tohle jsme my                                                                  | nominace          |
| 2016 | African-American Critics Association Awards | Nejlepších deset televizních show                                       | Tohle jsme my                                                                  | vítězství         |
| 2017 | People's Choice Awards                      | Nejlepší nové televizní drama                                           | Tohle jsme my                                                                  | vítězství         |
| 2017 | People's Choice Awards                      | Nejlepší herec v novém televizním seriálu                               | Milo Ventimiglia                                                               | nominace          |
| 2017 | People's Choice Awards                      | Nejlepší herečka v novém televizním seriálu                             | Mandy Moore                                                                    | nominace          |
| 2017 | Cena Emmy                                   | Nejlepší dramatický seriál                                              | Tohle jsme my                                                                  | nominace          |
| 2017 | Cena Emmy                                   | Nejlepší mužský herecký výkon v hlavní roli – drama                     | Sterling K. Brown                                                              | vítězství         |
| 2017 | Cena Emmy                                   | Nejlepší mužský herecký výkon v hlavní roli – drama                     | Milo Ventimiglia                                                               | nominace          |
| 2017 | Cena Emmy                                   | Nejlepší mužský herecký výkon ve vedlejší roli – drama                  | Ron Cephas Jones                                                               | nominace          |
| 2017 | Cena Emmy                                   | Nejlepší ženský herecký výkon ve vedlejší roli – drama                  | Chrissy Metz                                                                   | nominace          |
| 2017 | Primetime Creative Arts Emmy Awards         | Nejlepší herecký výkon v hostující roli – drama                         | Brian Tyree Henry                                                              | nominace          |
| 2017 | Primetime Creative Arts Emmy Awards         | Nejlepší herecký výkon v hostující roli – drama                         | Gerald McRaney                                                                 | vítězství         |
| 2017 | Primetime Creative Arts Emmy Awards         | Nejlepší herecký výkon v hostující roli – drama                         | Denis O'Hare                                                                   | nominace          |
| 2017 | Primetime Creative Arts Emmy Awards         | Nejlepší casting v dramatickém seriálu                                  | Bernard Telsey, Tiffany Little Canfield                                        | nominace          |
| 2017 | Primetime Creative Arts Emmy Awards         | Nejlepší masky pro seriál                                               | Zoe Hay, Heather Plott, Elizabeth Hoel-Chang, Judith Lynn Staats, John Damiani | nominace          |
| 2017 | Seoul International Drama Awards            | Nejvyšší cena                                                           | Tohle jsme my                                                                  | vítězství         |
| 2017 | Seoul International Drama Awards            | Nejlepší režisér                                                        | Dan Fogelman                                                                   | nominace          |
| 2017 | Teen Choice Awards                          | Nejlepší televizní objev roku                                           | Chrissy Metz                                                                   | nominace          |
| 2017 | Teen Choice Awards                          | Nejlepší televizní herec (drama)                                        | Milo Ventimiglia                                                               | nominace          |
| 2017 | Teen Choice Awards                          | Nejlepší televizní seriál (drama)                                       | Tohle jsme my                                                                  | nominace          |
| 2017 | Television Critics Association Awards       | Individuální úspěch v dramatu                                           | Sterling K. Brown                                                              | nominace          |
| 2017 | Television Critics Association Awards       | Úspěch v dramatu                                                        | Tohle jsme my                                                                  | nominace          |
| 2017 | Television Critics Association Awards       | Nový program                                                            | Tohle jsme my                                                                  | vítězství         |
| 2017 | Television Critics Association Awards       | Program roku                                                            | Tohle jsme my                                                                  | nominace          |
| 2017 | Writers Guild of America Awards             | Nejlepší nový seriál                                                    | Tohle jsme my                                                                  | nominace          |
| 2017 | Writers Guild of America Awards             | Nejlepší epizoda – dramatický seriál                                    | Vera Herbert (za The Trip)                                                     | vítězství         |
| 2017 | Screen Actor Guild Awards                   | Nejlepší herec v dramatickém seriálu                                    | Sterling K. Brown                                                              | nominace          |
| 2017 | NAACP Image Awards                          | Nejlepší dramatický seriál                                              | Tohle jsme my                                                                  | nominace          |
| 2017 | NAACP Image Awards                          | Nejlepší herec v dramatickém seriálu                                    | Sterling K. Brown                                                              | vítězství         |
| 2017 | NAACP Image Awards                          | Nejlepší výkon od mladého herce/herečky                                 | Lonnie Chavis                                                                  | nominace          |
| 2017 | ACE Eddie Awards                            | Nejlepší střih hodinového seriálu pro komerční televizi                 | David L. Bertman (for "Pilot")                                                 | vítězství         |
| 2017 | Peabody Awards                              | Zábavný a dětský program                                                | Tohle jsme my                                                                  | nominace          |
| 2017 | MTV Movie & TV Awards                       | Nejlepší seriál                                                         | Tohle jsme my                                                                  | nominace          |
| 2017 | MTV Movie & TV Awards                       | Nejlepší herec/herečka v seriálu                                        | Mandy Moore                                                                    | nominace          |
| 2017 | MTV Movie & TV Awards                       | Nejlepší vhrnutí slz do očí                                             | Jack a Randall na karate                                                       | vítězství         |
| 2017 | Zlatý glóbus                                | Nejlepší herečka ve vedlejší roli – seriál, mini-seriál, televizní film | Chrissy Metz                                                                   | nominace          |
| 2017 | Zlatý glóbus                                | Nejlepší herečka ve vedlejší roli – seriál, mini-seriál, televizní film | Mandy Moore                                                                    | nominace          |
| 2017 | Zlatý glóbus                                | Nejlepší televizní seriál (drama)                                       | Tohle jsme my                                                                  | nominace          |
| 2018 | Critics' Choice Television Awards           | Nejlepší herec – dramatický seriál                                      | Sterling K. Brown                                                              | vítězství         |
| 2018 | Critics' Choice Television Awards           | Nejlepší dramatický seriál                                              | Tohle jsme my                                                                  | nominace          |
| 2018 | Critics' Choice Television Awards           | Nejlepší herečka ve vedlejší roli – dramatický seriál                   | Chrissy Metz                                                                   | nominace          |
| 2018 | MTV Movie & TV Awards                       | Nejlepší hudební moment                                                 | Kate zpívá „Landslide“                                                         | nominace          |
| 2018 | Zlatý glóbus                                | Nejlepší herec – dramatický seriál                                      | Sterling K. Brown                                                              | vítězství         |
| 2018 | Zlatý glóbus                                | Nejlepší herečka ve vedlejší roli – seriál, mini-seriál, televizní film | Chrissy Metz                                                                   | nominace          |
| 2018 | Zlatý glóbus                                | Nejlepší televizní seriál (drama)                                       | Tohle jsme my                                                                  | nominace          |
| 2018 | Guild of Music Supervisors Awards           | Nejlepší hudební supervize v dramatickém televizním seriálu             | Jennifer Pyken                                                                 | nominace          |
| 2018 | Guild of Music Supervisors Awards           | Nejlepší skladba, nahrávka vytvořená pro televizi                       | "We Can Always Come Back To This"                                              | nominace          |
| 2018 | NAACP Image Awards                          | Nejlepší herec – dramatický seriál                                      | Sterling K. Brown                                                              | nominace          |
| 2018 | NAACP Image Awards                          | Nejlepší dramatický seriál                                              | Tohle jsme my                                                                  | nominace          |
| 2018 | NAACP Image Awards                          | Nejlepší mladá herečka/mladý herec                                      | Lonnie Chavis                                                                  | nominace          |
| 2018 | NAACP Image Awards                          | Nejlepší herečka ve vedlejší roli – dramatický seriál                   | Susan Kelechi Watson                                                           | nominace          |
| 2018 | NAACP Image Awards                          | Nejlepší scénář – dramatický seriál                                     | Vera Herbert (za "Still Here")                                                 | nominace          |
| 2018 | People's Choice Awards                      | Nejlepší dramatický seriál                                              | Tohle jsme my                                                                  | nominace          |
| 2018 | People's Choice Awards                      | Nejlepší hvězda: dramatický seriál                                      | Justin Hartley                                                                 | nominace          |
| 2018 | People's Choice Awards                      | Nejlepší hvězda: dramatický seriál                                      | Chrissy Metz                                                                   | nominace          |
| 2018 | People's Choice Awards                      | Nejlepší televizní hvězda: herečka                                      | Mandy Moore                                                                    | nominace          |
| 2018 | People's Choice Awards                      | Nejlepší televizní hvězda: herec                                        | Sterling K. Brown                                                              | nominace          |
| 2018 | People's Choice Awards                      | Nejlepší televizní hvězda: herec                                        | Milo Ventimiglia                                                               | nominace          |
| 2018 | People's Choice Awards                      | Nejlepší televizní seriál                                               | Tohle jsme my                                                                  | nominace          |
| 2018 | Primetime Creative Arts Emmy Awards         | nejlepší kostýmy: moderní                                               | Hale Bahmet a Elinor Bardach                                                   | nominace          |
| 2018 | Primetime Creative Arts Emmy Awards         | nejlepší hostující hvězda: herec                                        | Ron Cephas Jones                                                               | vítězství         |
| 2018 | Primetime Creative Arts Emmy Awards         | nejlepší hostující hvězda: herec                                        | Gerald McRaney                                                                 | nominace          |
| 2018 | Primetime Creative Arts Emmy Awards         | nejlepší masky - seriál                                                 | Zoe Hay, Heather Plott, Luis Garcia, Elizabeth Hoel-Chang a Tania McComas      | nominace          |
| 2018 | Primetime Creative Arts Emmy Awards         | Nejlepší hudební supervize                                              | Jennifer Pyken                                                                 | nominace          |
| 2018 | Cena Emmy                                   | Nejlepší dramatický seriál                                              | Tohle jsme my                                                                  | nominace          |
| 2018 | Cena Emmy                                   | Nejlepší herec v hlavní roli – dramatický seriál                        | Sterling K. Brown                                                              | nominace          |
| 2018 | Cena Emmy                                   | Nejlepší herec v hlavní roli – dramatický seriál                        | Milo Ventimiglia                                                               | nominace          |
| 2018 | Satellite Awards                            | Nejlepší komediální nebo muzikálový seriál                              | Tohle jsme my                                                                  | nominace          |
| 2018 | Screen Actors Guild Awards                  | Nejlepší herec – dramatický seriál                                      | Sterling K. Brown                                                              | vítězství         |
| 2018 | Screen Actors Guild Awards                  | Nejlepší obsazení                                                       | Tohle jsme my                                                                  | vítězství         |
| 2019 | Satellite Awards                            | Nejlepší dramatický seriál                                              | Tohle jsme my                                                                  | dosud nevyhlášeno |
| 2019 | Screen Actors Guild Awards                  | Nejlepší seriálový herec v hlavní roli: drama                           | Sterling K. Brown                                                              | dosud nevyhlášeno |
| 2019 | Screen Actors Guild Awards                  | Nejlepší seriálové obsazení: drama                                      | Tohle jsme my                                                                  | dosud nevyhlášeno |